# Parabrachiella hostilis
Parabrachiella hostilis is een eenoogkreeftjessoort uit de familie van de Lernaeopodidae. De wetenschappelijke naam van de soort is voor het eerst geldig gepubliceerd in 1868 door Heller.